# 제43회 골든 래즈베리상
제43회 골든 래즈베리상은 2022년 영화를 대상으로 2022년 3월 11일에 열릴 예정인 시상식이다. 후보는 2023년 1월 22일 발표되었다.

## 수상 및 후보

### 최악의 작품상
- 블론드 - 앤드류 도미닉
- 피노키오 - 로버트 저메키스
- 굿 모닝 - 모드 선 외 1명
- 킹스 도터 - 숀 맥나마라
- 모비우스 - 다니엘 에스피노사

### 최악의 남우주연상
- 굿 모닝 - 머신 건 켈리
- 마마듀크 - 피트 데이비슨
- 피노키오 - 톰 행크스
- 모비우스 - 자레드 레토
- 사마리탄 - 실베스터 스탤론

### 최악의 여우주연상
- 쥬라기 월드: 도미니언 - 브라이스 달라스 하워드
- 맥 & 리타 - 다이안 키튼
- 킹스 도터 - 카야 스코델라리오
- 더 리퀸 - 알리시아 실버스톤

### 최악의 남우조연상
- 굿 모닝 - 피트 데이비슨
- 엘비스 - 톰 행크스
- 블론드 - 자비에르 사무엘
- 굿 모닝 - 모드 선
- 블론드 - 에반 윌리엄스

### 최악의 여우조연상
- 모비우스 - 아드리아 아르호나
- 피노키오 - 로레인 브라코
- 355 - 페넬로페 크루즈
- 킹스 도터 - 판빙빙
- 람보르기니: 더 맨 비하인드 더 레전드 - 미라 소르비노

### 최악의 감독상
- 굿 모닝 - 모드 선 외 1명
- 블론드 - 앤드류 도미닉
- 더 버블 - 주드 아패토우
- 모비우스 - 다니엘 에스피노사
- 피노키오 - 로버트 저메키스

### 최악의 각본상
- 블론드 - 앤드류 도미닉 외 1명
- 피노키오 - 로버트 저메키스 외 1명
- 굿 모닝 - 머신 건 켈리 외 1명
- 쥬라기 월드: 도미니언 - 에밀리 카마이클
- 모비우스 - 매트 사자마 외 1명

### 최악의 속편상
- 블론드 - 앤드류 도미닉
- 또 다른 365일 - 바르바라 비알로바스 외 1명
- 365일: 오늘 - 바르바라 비알로바스 외 1명
- 피노키오 - 로버트 저메키스
- 파이어스타터 - 키이스 토마스
- 쥬라기 월드: 도미니언 - 콜린 트레보로우

### 최악의 커플상
- 블론드
- 엘비스 - 톰 행크스
- 블론드 - 앤드류 도미닉
- 또 다른 365일
- 365일: 오늘